# Цимбаловка (Старосинявский район)
Цимбаловка (укр. Цимбалівка) — село в Старосинявском районе Хмельницкой области Украины.
Население по переписи 2001 года составляло 529 человек. Почтовый индекс — 31413. Телефонный код — 3850. Занимает площадь 2,805 км². Код КОАТУУ — 6824488001.

## Местный совет
31413, Хмельницкая обл., Старосинявский р-н, с. Цимбаловка